# Svojkovice
Svojkovice är en ort i Tjeckien.   Den ligger i regionen Plzeň, i den västra delen av landet, 70 km sydväst om huvudstaden Prag. Svojkovice ligger 394 meter över havet och antalet invånare är 358.
Terrängen runt Svojkovice är platt västerut, men österut är den kuperad. Svojkovice ligger nere i en dal.Runt Svojkovice är det tätbefolkat, med 276 invånare per kvadratkilometer. Närmaste större samhälle är Plzeň, 19,5 km väster om Svojkovice. Trakten runt Svojkovice består till största delen av jordbruksmark.